# Like a Rolling Stone
Like a Rolling Stone är en av Bob Dylans mest kända låtar och också en av de som har haft störst kommersiell framgång, trots dess längd på 6 minuter, ungefär dubbelt så lång som samtida radiospelade hitlåtar. I november 2004 gjorde musiktidningen Rolling Stone en lista över världens femhundra bästa låtar genom tiderna, på första plats kom Dylans inspelning av Like a Rolling Stone. 

## Inspelning
Låten spelades in den 15-16 juni 1965 och var en av Dylans första elförstärkta hits. Han anlitade Mike Bloomfield som gitarrist och Al Kooper kom att spela orgel på spåret - trots att han anlitats som gitarrist av producenten Tom Wilson.

## Om låten
"Like a Rolling Stone" utgavs som singel den 20 juli 1965, med låten "Gates of Eden" som B-sida. Like a Rolling Stone var även öppningsspåret på Dylans sjätte studioalbum, Highway 61 Revisited, utgivet den 30 augusti 1965.
Singeln blev en omedelbar succé och nådde Billboardlistans andraplats och var med sina sex minuter den längsta rocksingeln dittills. Låten togs dock inte emot med öppna armar på alla håll; den var en av Dylans första hits med elförstärkta instrument och många Dylanfans gillade inte att han brutit med den akustiska folkmusik han tidigare spelat.
Like a Rolling Stone, vars titel är inspirerad av Muddy Waters låt Rollin' Stone från 1950, är en av Bob Dylans mest omtyckta låtar. Flera artister och band har gjort egna inspelningar av Like a Rolling Stone, bland andra Cher, Rolling Stones, The Turtles och The Jimi Hendrix Experience.
Bob Dylan säger själv att låten från början var en 20 sidor lång dikt[källa behövs], men som sedan kortats ner. Det har spekulerats i vad låten handlar om, utom det uppenbara, och en teori[källa behövs] är att låten är skriven delvis till 60-talsmodellen Edie Sedgwick och hennes förhållande till Andy Warhol, som sägs vara "Napoleon who calls her, which she can't refuse".

## Livespelningar
När Dylan spelade på Newport-festivalen fem dagar efter att singeln givits ut var en stor del av publiken missnöjd och han tvingades att ge efter och spela några av sina akustiska låtar. Musiktidningen Melody Makers kritiker Bob Davenport skrev bland annat såhär om låten 1965; "De längsta sex minuterna sedan tidens begynnelse... Den kommer inte att tilltala popfansen på grund av dess längd, enformighet och okommersiella text".[källa behövs]
När "Highway 61 Revisited" var släppt, startade Dylan en världsturné med The Hawks, som senare bytte namn till The Band. Efter att ha avslutat i stort sett varenda konsert med "Like a Rolling Stone" skulle man fullborda turnén 17 maj 1966 i Free Trade Hall i Manchester, England. När de skulle börja spela konsertens sista låt, skrek någon i publiken "Judas!" till Dylan, då han menade att Dylan hade förrått sin gamla publik genom att spela rockmusik. Dylan svarade då "I don't believe you. You're a liar!". Sedan vände han sig om till bandet och ropade ut "Play it fucking loud!"

## Like a Rolling Stone på skiva
Bob Dylan har givit ut Like a Rolling Stone på flera skivor i några olika versioner, nedan nämns ett antal album som inkluderar låten i dess originalversion - de titlar som markeras med * inkluderar en annan version.
- Highway 61 Revisited, 1965
- Bob Dylan's Greatest Hits, 1967
- Self Portrait*, 1970
- Before the Flood*, 1974
- Masterpieces*, 1978
- At Budokan*, 1979
- Biograph, 1985
- The Bootleg Series Volumes 1-3 (Rare & Unreleased) 1961-1991*, 1991
- The 30th Anniversary Concert Celebration - 1993
- MTV Unplugged*, 1995
- The Bootleg Series Vol. 4: Bob Dylan Live 1966, The "Royal Albert Hall" Concert*, 1998
- The Essential Bob Dylan, 2000
- The Best of Bob Dylan, 2005
- Dylan - 2007

## Listplaceringar
| Lista (1965)   | Position         |
| -------------- | ---------------- |
| Finland        | 18               |
| Irland         | 9                |
| Kanada         | 3                |
| Nederländerna  | 7                |
| Storbritannien | 4                |
| Sverige        | 9 (Kvällstoppen) |
| USA            | 2                |
| Vallonien      | 13               |
| Västtyskland   | 13               |

## Covers
Låten har även spelats in av en rad andra artister.
- Johnny Thunders - Born Too Loose: The Best of Johnny Thunders
- The Four Seasons - The 4 Seasons Sing Big Hits by Burt Bacharach, Hal David, and Bob Dylan, 1965
- The Young Rascals - The Young Rascals, 1966
- Cher - The Sonny Side of Cher, 1967
- The Creation - We Are the Paintermen, 1967
- The Jimi Hendrix Experience - The Jimi Hendrix Experience, live på Popfestivalen i Monterey, 1967
- Rotary Connection - Rotary Connection, 1967
- Spirit - Spirit of '76, 1975
- Judy Collins - Judy Sings Dylan... Just Like a Woman, 1993
- Bob Marley and the Wailers - The Wailing Wailers at Studio One (samling), 1994
- Mick Ronson - Heaven and Hull, med sång av David Bowie, 1994
- The Rolling Stones - Stripped, 1995
- Michael Bolton - Timeless: The Classics, Vol. 2, 1999
- Phil Lesh and Friends - live i San Francisco, 15 april, 1999
- Eiffel 65 - Eiffel 65, 2003
- Anberlin - Listen to Bob Dylan: A Tribute Album (samling}, 2005
- Drive-By Truckers - Highway 61 Revisited, Revisited (samling}, 2005
- The Tragically Hip - Live i Ottawa, 2007
- Mountain - Masters of War, 2007

Låten har även spelats in på svenska av Monica Törnell på albumet Ingica Mångrind (1979) med svensk text av Ingemar Nilsson (från bandet Dom smutsiga hundarna) under titeln "Som en sparkad sten" samt av Lars Winnerbäck på EP:n Bränt Krut vol.2, under namnet "Som en hemlös själ".